# Leo Bönhoff
Friedrich Andreas Gustav Leo Bönhoff (* 2. Oktober 1872 in Trotha; † 10. September 1943 in Dresden) war ein deutscher Theologe, der sich auch als Heimatforscher und kirchengeschichtlicher Schriftsteller betätigte.

## Leben
Leo Bönhoff wurde 1872 in Trotha als Sohn des Kaufmanns Wilhelm Bönhoff und dessen Ehefrau Louise geborene Machetanz geboren, besuchte jedoch von 1881 bis 1890 das Wettiner Gymnasium in Dresden, wohin er mit seinen Eltern verzogen war. Er studierte in Tübingen und Leipzig Theologie, Sprachen und Philosophie und schloss seine Studien am 2. Juli 1894 nach der Annahme seiner Dissertation zur Thematik Adhelm von Malmesbury – Ein Beitrag zur angelsächsischen Kirchengeschichte als Doktor der Philosophie an der Universität Leipzig ab. Er erhielt 1896 den Grad eines Lizentiaten der Theologie. 1898 wurde er als Vikar in der Dresdner Petrigemeinde eingestellt. Bereits ein Jahr später wurde er Vikar und schließlich 1900 Pfarrer in Pleißa bei Chemnitz. 1903 wurde er als Diakon nach Annaberg berufen, 1912 wurde er dort Archidiakon. 1925 wurde er als Pfarrer an die Matthäuskirche nach Dresden versetzt, wo er bis zu seiner Emeritierung 1937 wirkte. Seinen Lebensabend verbrachte Bönhoff im Radebeuler Stadtteil Oberlößnitz, in der Hauptstraße 53.
Neben Walter Fröbe und Siegfried Sieber gilt Bönhoff als einer der Meister der erzgebirgischen Heimatforschung des 20. Jahrhunderts. Fröbe urteilte über ihn: „Er war einer der ersten, der mit dem Ernst des neuzeitlichen Forschers, mit der Exaktheit wissenschaftlicher Untersuchung an die Heimatgeschichte heranging, lange bevor sie in den Instituten und Seminaren der Hochschulen einer solch eingehenden Beachtung gewürdigt wurde. Und Bönhoff war der erste, der sich an das kritische Studium unserer älteren lateinischen Urkunden und Quellen heranwagte und zu neuen Erkenntnissen kam.“ Er beschäftigte sich insbesondere mit der mittelalterlichen Gebietsgeschichte des Erzgebirges, was sich in seinen Aufsätzen zur Geschichte der erzgebirgischen Herrensitze, über den Umfang der Herrschaft Hartenstein oder den Muldensprengel widerspiegelt. Besondere Bedeutung erlangte Bönhoff durch seine Arbeit an den Handschriften des Chronisten Christian Lehmann, dessen Kriegschronik er 1911 erstmals auszugsweise in Druck brachte. In Summe verfasste Bönhoff über 250 Einzeltitel in diversen Zeitschriften, unter anderem in der Glückauf-Zeitschrift des Erzgebirgsvereins, im Neuen Archiv für sächsische Geschichte, Beiträge für sächsische Kirchengeschichte, Neues Sächsisches Kirchenblatt sowie anderen regionalen Zeitungen. 1913 wurde er zum Ehrenmitglied des Vereins für Geschichte von Annaberg und Umgegend ernannt.
Leo Bönhoff war seit 1901 mit Clara Pauline Fischer aus Chemnitz verheiratet. Er wurde auf dem Friedhof der Dresdner Matthäuskirche beigesetzt.
Die Bibliothek und der schriftliche Nachlass Bönhoffs gingen beim Einmarsch der Sowjetarmee nach dem Ende des Zweiten Weltkriegs verloren, als die Wohnung seiner Witwe Clara beschlagnahmt wurde.

## Schriften
- Die Gebietsherren Limbachs – vom Ende des 12. bis zum Beginn des 16. Jahrhunderts. 1902.
- Der Muldensprengel. Ein Beitrag zur kirchlichen Geographie des Erzgebirges. In: NASG. 24, 1903, S. 43–66.
- Der ursprüngliche Umfang der Grafschaft Hartenstein. In: NASG. 27, 1906, S. 209–278.
- Die Burgen des sächsischen Erzgebirges. 1908–1912.
- Erzgebirgische Kriegschronik nach dem Originale der „Deutschen Kriegschronik“: Das sächsische Erzgebirge im Kriegesleid. In: Mitteilungen des Vereins für Geschichte von Annaberg. Band 4, 1911.
- Archidiakonat, Erzpriesterstuhl und Pfarrei Bautzen. 1913.
- Die Einführung der Reformation in den Parochien der sächsischen Oberlausitz. In: Beiträge zur sächsischen Kirchengeschichte. 27, 1914, S. 132–178.
- Die Annaberger Pflege zu Beginn des 18. Jahrhunderts. Zeitschriftenaufsatz 1938, Wiederherausgabe 2008.
- Der Gau Nisan in politischer und kirchlicher Beziehung. In: NASG. 36, 1915, S. 177–211.
- Die Herrschaft Pöhlberg bis zu ihrem definitiven Anfall an das Haus Wettin. Ein Beitrag zur Regionalgeschichte des Erzgebirges. In: Mitteilungen des Vereins für Geschichte von Annaberg und Umgegend. Band 2, Heft 10, ohne Jahresangabe, S. 297–320 (verfügbar im Stadtarchiv Annaberg-Buchholz).
- Die von Blankenau. Eine genealogische Skizze. In: Mitteilungen des Vereins Chemnitzer Geschichte. XV, 1912, S. 48–56, sowie Anmerkung Nr. 5 von Rübsamen auf S. 365.
- Der erzgebirgische Uradel und seine Stammsitze. In: Glückauf. 1934, ab S. 57.
- Die Herrschaft Schlettau im Mittelalter (Eine erzgebirgische Geschichtsskizze). In: Obererzgebirgische Zeitung. 1907, Beilage 165, 167, 169.
- Schlettau – Streiflichter auf seine mittelalterliche Geschichte. In: Glückauf. LXI, 1941, S. 69–73.
- Die Bucher Klosterfehde im Erzgebirge. In: Glückauf. 38, S. 71–75.
- Die mittelalterlichen Landkirchenkreise von Chemnitz und von Stollberg. In: Mitteilungen des Vereins Chemnitzer Geschichte. XIV, 1908, S. 25–51.